# ア・ラ・カンパーニュ
ア・ラ・カンパーニュ（à la campagne）は、神戸市兵庫区西柳原町に本社を置く株式会社ハットトリックが運営するケーキ店。

## 概要
2018年2月現在、日本国内に31店舗展開している。旬のフルーツを使用したタルト（フレッシュケーキ）を中心に、サブレやマドレーヌなどの焼き菓子のほか、プリンや紅茶も販売している。
ア･ラ･カンパーニュとはフランス語で「田舎風の」という意味。「南フランスの田舎で、お母さんが庭で採れたフルーツを使って素朴で大きなタルトを家族へのおやつとして手作りする風景」が、ブランドの着想の原点となっている。

## 沿革
- 1984年4月　神戸市中央区に輸入雑貨店「ハットトリック」をオープン。
- 1986年7月　有限会社ハットトリックを設立。
- 1993年6月　神戸市北区藤原台にパティスリー「ア･ラ･カンパーニュ」をオープン。
- 1994年9月　東京都渋谷区に東京営業所を開設。
- 2004年6月　有限会社ハットトリックから株式会社ハットトリックへ組織変更。

## メニュー
- タルト・メリメロ - 上に、季節のフルーツをたっぷりと使ったタルト。
- タルト・オ・フロマージュ - フランス産のクリームチーズを使用し、レモンをきかせたタルト。
- クレームキャラメル - ホーローの器に入ったカスタードプリン。
- タルト・リュクス - アーモンド・クリームを詰めて焼き上げたタルトに、カスタードクリーム、ベリー類を飾ったタルト。

レギュラーメニューは上記4種で、その他に旬のフルーツを使ったシーズンメニューを販売している。

## 店舗
アラカンパーニュ　店舗一覧
| - 国分寺店 - 北千住店(4F/1F) - 目黒店(4F/1F) - 町田店 - 田端店 - 大井町店 - 自由が丘店 - 池袋店 - 東武百貨店池袋店 - 秋葉原店(4F/1F) - 大塚店 - 立川店 - ルミネ立川店 - 溝口店 - 新百合ヶ丘店 - 松戸店 - 本八幡店 - 所沢店 - 浦和店 | - 名古屋三越店 - 名古屋タカシマヤ店 | - 三宮店 - トアロード店 - 阪神スクラ三宮店 - 神戸大丸店 - 神戸ハーバーランドumie店 - 大阪茶屋町店 - 高島屋大阪店 - 阪急うめだ本店 - 千里阪急店 - 西宮北口店 - あべのハルカス近鉄本店 | - 博多カフェ店 - 博多テイク店 - 福岡三越店 |